# Código penal
Un código penal es un código o documento que compila todo, o una cantidad significativa, del derecho penal de una jurisdicción en particular. Por lo general, un código penal contendrá delitos reconocidos en la jurisdicción, las sanciones que podrían imponerse por estos delitos y algunas disposiciones generales (como definiciones y prohibiciones de enjuiciamiento retroactivo). Los códigos penales son relativamente comunes en las jurisdicciones de derecho civil, que tienden a construir sistemas legales en torno a códigos y principios que son relativamente abstractos y los aplican caso por caso. Por el contrario, no son tan comunes en las jurisdicciones de derecho anglosajón.
Los códigos penales generalmente se apoyan por su introducción de coherencia en los sistemas legales y para hacer que el derecho penal sea más accesible para los laicos.  Un código puede ayudar a evitar un efecto paralizador cuando la legislación y la jurisprudencia parecen ser inaccesibles o incomprensibles para los que no son abogados. Alternativamente, los críticos han argumentado que los códigos son demasiado rígidos y que no brindan suficiente flexibilidad para que la ley sea efectiva.

## Historia
Los primeros signos de la distinción moderna entre delitos y asuntos civiles surgieron durante la invasión normanda de Inglaterra.  La noción especial de castigo penal, al menos en lo que respecta a Europa, surgió en el escolasticismo tardío español (véase Alfonso de Castro), cuando la noción teológica de la pena de Dios (poena aeterna) que se infligía únicamente por una mente culpable, se transfundió primero al derecho canónico y, finalmente, al derecho penal secular. El concepto del Estado que imparte justicia en un tribunal surgió claramente en el siglo XVIII cuando los países europeos comenzaron a mantener servicios policiales. A partir de este punto, el derecho penal formalizó los mecanismos de ejecución, lo que permitió su desarrollo como ente discernible.
El primer código penal que recogió los requisitos que, a partir de la Ilustración, fueron estableciéndose sobre la forma de un cuerpo legislativo moderno, fue el Código Penal francés, de la época napoleónica (por ello también es denominado Código penal napoleónico), promulgado en 1810 con la finalidad de dar coherencia a un sistema jurídico casi indescifrable por la multitud de normas dispersas que existían. Más adelante la codificación penal se fue extendiendo por Europa (sobre todo por los países de Derecho continental) y por todos los territorios bajo los cuales estos estados europeos tenían influencia.
La introducción propuesta de un código penal en Inglaterra y Gales fue un proyecto importante de la Comisión de Derecho de 1968 a 2008. Debido a la sólida tradición de precedentes legales en la jurisdicción y, en consecuencia, al gran número de sentencias jurídicas vinculantes y delitos de derecho común ambiguos, así como la naturaleza a menudo inconsistente de la ley inglesa,[ cita requerida ] la creación de un código satisfactorio se volvió muy difícil. El proyecto se abandonó oficialmente en 2008, aunque a partir de 2009 se ha reactivado.
Un Comité Asesor de Codificación del Derecho Penal estatutario para el derecho penal irlandés se reunió de 2007 a 2010 y su Proyecto de Código Penal y Comentarios se publicó en 2011.
En los Estados Unidos, existe un Código Penal Modelo que no es ley en sí mismo, pero que proporciona la base para el derecho penal de muchos estados. Los estados individuales a menudo optan por hacer uso de códigos penales que a menudo se basan, en distinta medida, en el código modelo.  El Título 18 del Código de los Estados Unidos es el código penal para delitos federales. Sin embargo, el Título 18 no contiene muchas de las disposiciones generales relativas al derecho penal que se encuentran en los códigos penales de muchos países denominados de "derecho civil".

## Código Penal Federal en México
De acuerdo con el artículo 1.º y 2.º del Código Penal Federal de México dicho código se aplicará sobre todos los ciudadanos mexicanos en caso de cometer delitos de orden Federal, como así también con los delitos que se cometan en el extranjero, siempre y cuando estos tengan una repercusión en el territorio mexicano. 
Sin embargo, si el delito se prepara, se realiza o se comete en el extranjero, deberá considerarse si existe un tratado e vinculación con ese país, cumpliendo con los requisitos del artículo 4.º del mismo código, en cuyo caso el delito será juzgado.